# Cratere Reimarus
Reimarus è un cratere lunare di 47,62 km situato nella parte sud-orientale della faccia visibile della Luna.